# Wat Phra Dhammakaya

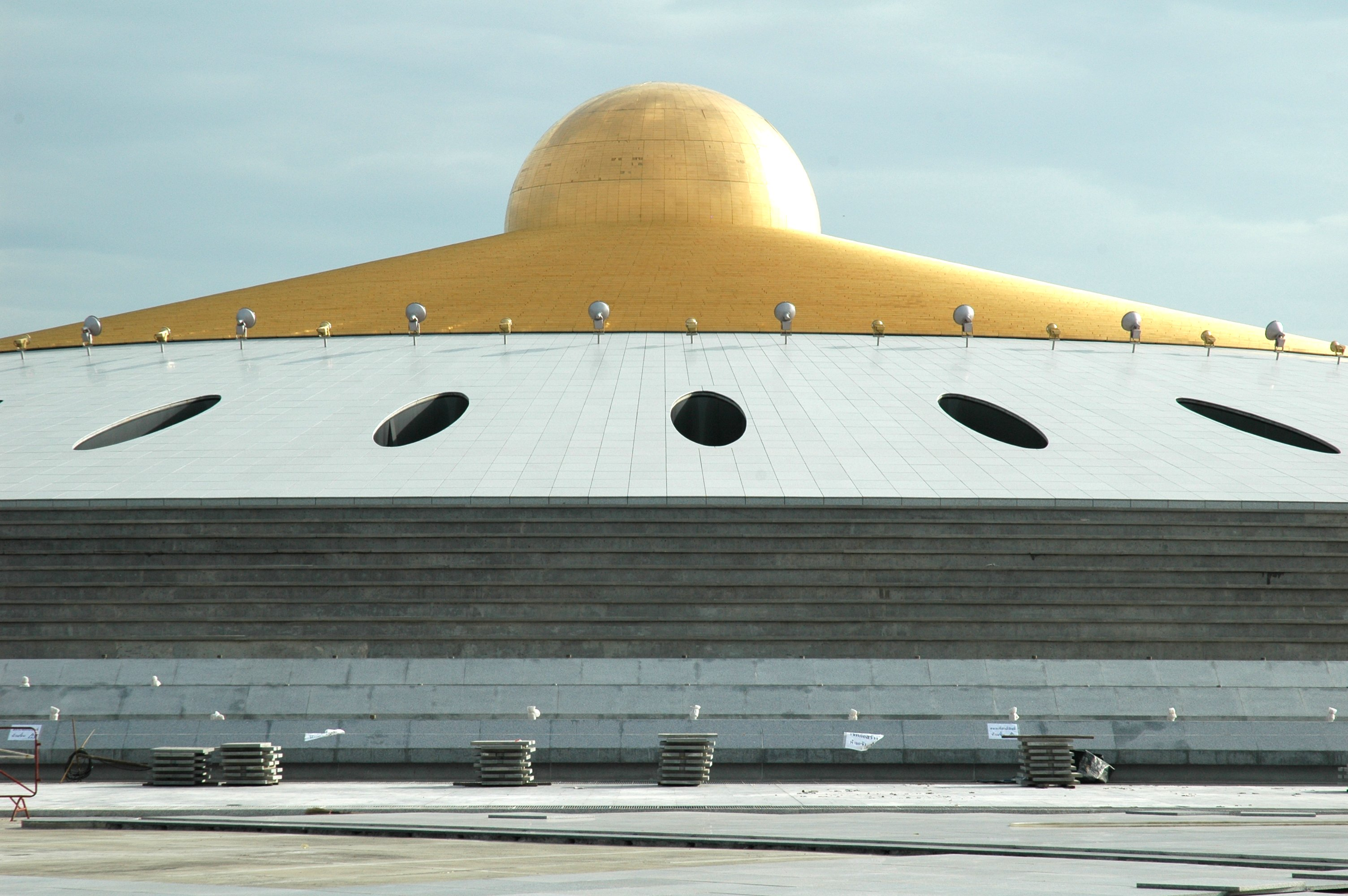

Wat Phra Dhammakaya là một ngôi chùa ở Thái Lan. Tọa lạc cách sân bay quốc tế Suvarnabhumi khoảng 50 km về phía Bắc, cách sân bay Don Mueang 16 km về phía bắc, Wat Phra Dhammakaya sở hữu vẻ đẹp tráng lệ và khổng lồ. Chùa tọa lạc trên mảnh đất có diện tích 320.000 m2, công trình nằm ở huyện Khlong Luang, tỉnh Pathum Thani. 
Để đi lên tới đỉnh của ngọn tháp, người ta phải đi bộ ít nhất 15 phút. Công trình phía trên cùng có tên gọi là Dhammakaya Cetiya, điểm nhân chính của toàn bộ quần thể kiến trúc này. Dhammakaya Cetiya được bao phủ bởi một triệu bức tượng Phật bằng đồng dát vàng, trong đó có 300.000 bức tượng bên ngoài, 700.000 bức ở phía bên trong công trình.